# 北原亞以子
北原 亞以子（きたはら あいこ、本名：高野美枝、1938年1月20日 - 2013年3月12日）は、日本の小説家。

## 経歴
東京・新橋の祖父の代からの椅子専門の洋家具職人の家に生まれる。4歳で父が南方戦地で戦死し、6歳の1944年（昭和19年）11月30日に空襲で生家が焼失し、7歳で終戦を迎える。千葉県立千葉第二高等学校卒業。高校のころから小説家を志望し、石油会社でOLをしながら書き続ける。
28歳の時に同人誌「文藝首都」の同人への推薦人のつてが無く購読と批評提出のできる会員となり、処女作を提出するが出した原稿が訂正の赤入れだらけで真っ赤になるほど酷評され、ショックを受けて会員をやめる。1968年、同人誌「文学地帯」の同人となる。翌1969年、同誌に発表した『ママは知らなかったのよ』で第1回新潮新人賞を受賞。同作は、人気作家の処女作でありながら唯一の現代小説ということもあり、死後の2016年まで単行本収録されなかった。同年、『粉雪舞う』が司馬遼太郎に賞され、第12回小説現代新人賞佳作を受賞。
以後は、勤務先を変えつつ、年1、2回「小説現代」や「小説新潮」に短篇を発表するが、書いても書いても多くはボツになり、まったく評価されないどん底を味わう。
しかし、写真スタジオに事務員として勤務していた40歳のとき誘われ、もう一つの憧れだったコピーライターとして広告制作会社に入社して、生活が安定してから、時代小説に本格的に分野を移し、作家として再デビューして、1988年単行本『小説春日局』、『歳三からの伝言』を初めて出版する。この時は、新人賞から、ほぼ20年たっていた。その後すぐ『歳三からの伝言』出版記念パーティで機会を得て「小説新潮」で断続的に連作掲載されていた『深川澪通り木戸番小屋』が1989年講談社より刊行され、注目を集め出世作となり、シリーズ化される。それから5年後1993年に『恋忘れ草』で第109回直木三十五賞を受賞する。1997年から始まった『慶次郎縁側日記』は人気シリーズとなり、NHKで高橋英樹主演で断続的にドラマ化された。
2011年心臓病の悪化で入院、手術後の復帰インタビューで余命が少ないことを述べていた。
2013年3月12日、東京都内の病院で心筋梗塞のため死去。75歳没。

## 受賞歴
- 1969年『ママは知らなかったのよ』で第1回新潮新人賞
- 1969年『粉雪舞う』で第12回小説現代新人賞佳作
- 1989年『深川澪通り木戸番小屋』で第17回泉鏡花文学賞
- 1993年『恋忘れ草』で第109回直木三十五賞
- 1997年『江戸風狂伝』で第36回女流文学賞
- 2005年『夜の明けるまで 深川澪通り木戸番小屋』で第39回吉川英治文学賞
- 2013年 第2回歴史時代作家クラブ賞（特別功労賞）

## 賞選考委員歴
- 小説新潮長編小説新人賞 1998年第4回から2003年第9回
- 山本周五郎賞 第4期（2000年から2003年）
- さきがけ文学賞 2000年から2012年
- 中山義秀文学賞 2003年第9回から2007年第13回

## 作品リスト

### 深川澪通り木戸番小屋シリーズ
- 『深川澪通り木戸番小屋』（講談社 1989年 のち文庫）
- 『深川澪通り灯ともし頃』（講談社 1994年 のち文庫）
- 『新地橋 深川澪通り木戸番小屋』（講談社 1995年 のち文庫）
- 『夜の明けるまで 深川澪通り木戸番小屋』（講談社 2004年 のち文庫）
- 『澪つくし 深川澪通り木戸番小屋』（講談社 2011年 2013年9月 文庫）
- 『たからもの 深川澪通り木戸番小屋』（講談社 2013年10月） - 最終巻

### 慶次郎縁側日記シリーズ
- 『傷 慶次郎縁側日記』（新潮社 1998年9月 のち文庫）
- 『再会 慶次郎縁側日記』（新潮社 1999年5月 のち文庫）
- 『おひで 慶次郎縁側日記』（新潮社 2000年1月 のち文庫）
- 『峠 慶次郎縁側日記』（新潮社 2000年10月 のち文庫）
- 『蜩 慶次郎縁側日記』（新潮社 2002年1月 のち文庫）
- 『隅田川 慶次郎縁側日記』（新潮社 2002年11月 のち文庫）
- 『脇役 慶次郎覚書』（新潮社 2003年5月 のち文庫）
- 『やさしい男 慶次郎縁側日記』（新潮社 2003年10月 のち文庫）
- 『赤まんま 慶次郎縁側日記』（新潮社 2004年9月 のち文庫）
- 『夢のなか 慶次郎縁側日記』（新潮社 2005年11月 のち文庫）
- 『ほたる 慶次郎縁側日記』（新潮社 2006年10月 のち文庫）
- 『月明かり 慶次郎縁側日記』（新潮社 2007年9月 のち文庫）
- 『白雨 慶次郎縁側日記』（新潮社 2008年10月 のち文庫）
- 『似たものどうし 慶次郎縁側日記傑作選』（新潮社 2010年1月）
- 『あした 慶次郎縁側日記』（新潮社 2012年4月 のち文庫 ）
- 『祭りの日 慶次郎縁側日記』（新潮社 2013年7月）- 初出は2008年9月から2009年3月
- 『雨の底 慶次郎縁側日記』（新潮社 2013年12月）
- 『乗合船 慶次郎縁側日記』（新潮社 2014年3月）- 最終巻

### その他
- 『小説春日局』（有楽出版社 1988年／角川文庫）
- 『歳三からの伝言』（新人物往来社 1988年／講談社文庫）
- 『降りしきる』（講談社 1991年 のち文庫）
- 『花冷え』（勁文社 1991年 のち文庫／講談社文庫）
- 『まんがら茂平次』（新潮社 1992年 のち文庫／徳間文庫）
- 『恋忘れ草』（文藝春秋 1993年 のち文庫）
- 『その夜の雪』（新潮社 1994年 のち文庫）
- 『暗闇から 土方歳三異聞』（実業之日本社 1995年）
- 『昨日の恋 爽太捕物帖』（毎日新聞社 1995年／文春文庫）
- 『東京駅物語』（新潮社 1996年 のち文庫／文春文庫）
- 『風よ聞け 雲の巻』（講談社文庫 1996）
- 『贋作天保六花撰』（徳間書店 1997年 のち文庫／講談社文庫）
- 『雪の夜のあと』（読売新聞社 1997年）
- 『江戸風狂伝』（中央公論社 1997年 のち文庫／2013年 講談社文庫）
- 『消えた人達』（毎日新聞社 1999年／文春文庫（副題「颯太捕物帳」付記）
- 『埋もれ火』（文藝春秋 1999年 のち文庫）
- 『北原亞以子集』(げんだい時代小説 第4巻)（リブリオ出版 2000年）- 大活字本
- 『妖恋 日本民話抄』（集英社 2002年）「雪女」「道成寺」- 舞台は現代
- 『妻恋坂』（文藝春秋 2003年 のち文庫）
- 『誘惑』（新潮社 2009年 2013年10月 文庫）
- 『あんちゃん』（文藝春秋 2010年 のち文庫）
- 『ぎやまん物語』（文藝春秋 2014年）
- 『恋情の果て』（光文社 2014年）
- 『春遠からじ』（KADOKAWA 2014年）
- 『化土記』（PHP研究所 2014年）

### エッセイ他
- 『銀座の職人さん』（有楽出版社 1998年／文春文庫）
- 『鬼平が「うまい」と言った江戸の味』（逢坂剛共著 PHP研究所 1999年 のち文庫）
- 『お茶をのみながら』（中央公論新社 2001年／講談社文庫）
- 『父の戦地』（新潮社 2008年 のち文庫）

### アンソロジー
「」内は北原亞以子の作品
- 『世話焼き長屋　人情時代小説傑作選』「証」（新潮文庫 2008年）
- 『志士 吉田松陰アンソロジー』「炎」（新潮文庫 2014年）

## メディア･ミックス

### テレビドラマ
- 『とおりゃんせ〜深川人情澪通り』 NHK金曜時代劇、原作:『深川澪通り木戸番小屋』、『深川澪通り燈ともし頃』、『新地橋　深川澪通り木戸番小屋』、主演:神田正輝、池上季実子、1995年9月15日～1996年3月15日、全23話
- 『慶次郎縁側日記』 NHK金曜時代劇（第1、2シリーズ）、NHK木曜時代劇（第3シリーズ）、主演:高橋英樹
  - 第1シリーズ：2004年8月27日～10月22日、全10話
  - 第2シリーズ：2005年10月7日～12月9日、全10話
  - 第3シリーズ：2006年10月12日～12月21日、全10話

### 漫画
- 『恋忘れ草』作画:村野守美（文藝春秋 文春コミックス 1996年／小池書院 2008年5月）
- 『深川澪通り木戸番小屋』作画:あおきてつお（集英社 2004年-2005年）全2巻